# Cratere Anansi
Anansi è un cratere sulla superficie di Rea.